# Gavin Free
Gavin Free (Thame, 23 maggio 1988) è uno youtuber, attore, regista e supervisore agli effetti speciali britannico.

## Carriera
È meglio conosciuto per il suo lavoro nella casa di produzione con sede ad Austin, Texas Rooster Teeth e per la sua web serie The Slow Mo Guys, che ha creato con l'amico Daniel Gruchy. Gli episodi di The Slow Mo Guys consistono nel mettere al rallentatore alcune scene di acrobazie o esperimenti, e hanno generato più di 275 milioni di visualizzazioni su YouTube dal 2010. Nell'aprile 2011 il canale ha vinto, con una votazione, il programma di YouTube On the Rise, che metteva in evidenza sulla homepage i migliori nuovi canali del sito. Nel settembre 2012 un episodio della serie che coinvolgeva la distruzione di alcune angurie al rallentatore è stato trasmesso durante il The Tonight Show.
Nel 2006, Free si è unito alla Green Door Films, la prima casa di produzione in Europa ad usare le telecamere ad alta velocità Phantom per creare immagini al rallentatore, lavorando come tecnico e cameraman. Free ha lavorato su alcune pubblicità e su videoclip degli U2, Enter Shikari, Klaxons, Kasabian, The Chemical Brothers, X-Press 2 e sul singolo benefico per Haiti di Simon Cowell. Nel 2009 è stato scelto dalla Rooster Teeth per dirigere la settima stagione della serie in machinima Red vs. Blue.
Gavin Free è anche noto per avere sovrainteso le riprese in moviola di film come Hot Fuzz, Sherlock Holmes - Gioco di ombre, Biancaneve e il cacciatore e Dredd. Free ha anche lavorato sulle riprese al rallentatore per la trasmissione televisiva inglese Top Gear. Nel 2014, Free e altri impiegati della Rooster Teeth sono apparsi nella videoclip per il singolo dei Barenaked Ladies Did I Say That Out Loud?.

## Filmografia

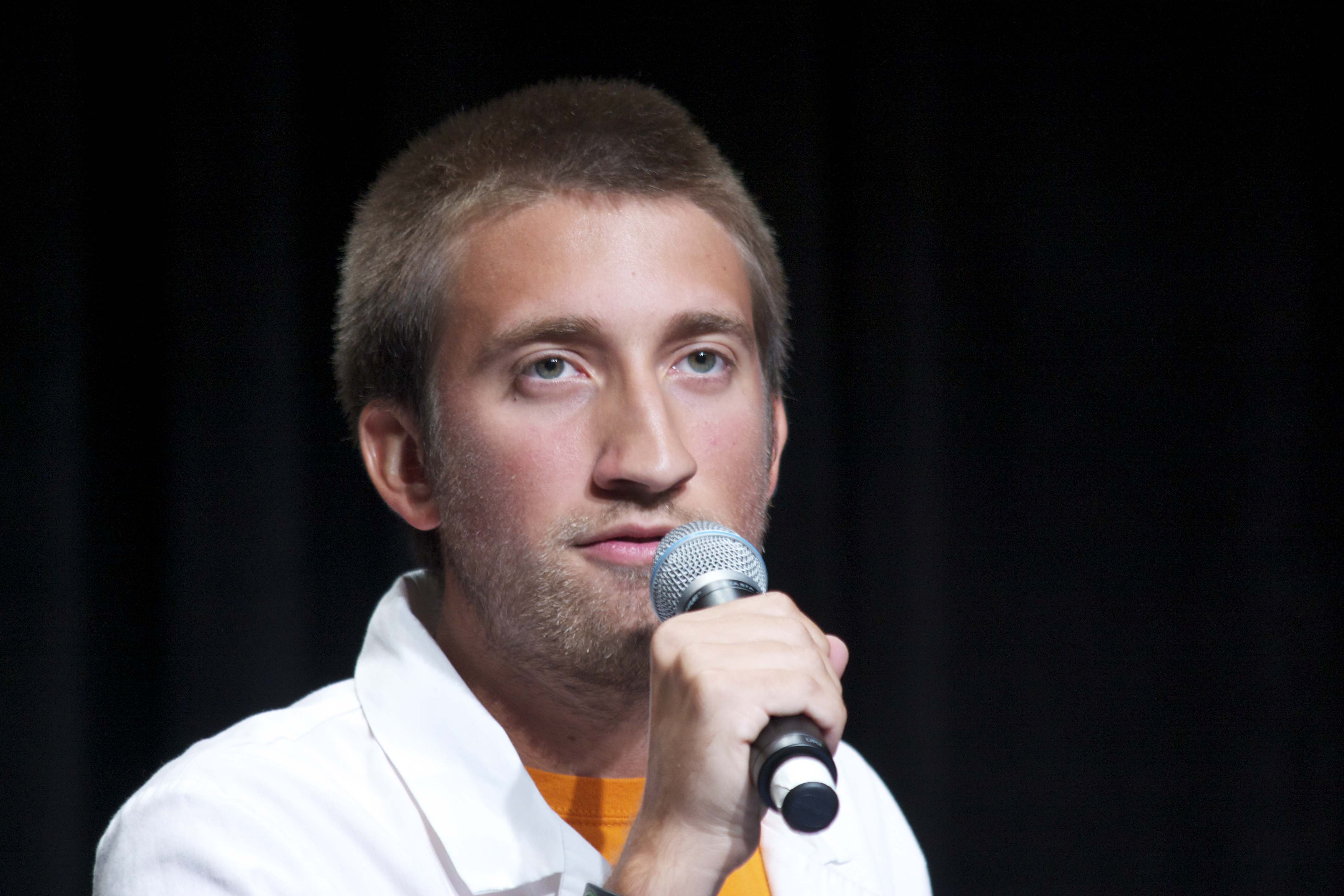
Gavin Free

### Supervisore agli effetti speciali
- Planet Earth - serie TV (2006)
- Top Gear - trasmissione TV (2007)
- Hot Fuzz, regia di Edgar Wright (2007)
- The Good Cook - serie TV (2011)
- Sherlock Holmes - Gioco di ombre, regia di Guy Ritchie (2011)
- Biancaneve e il cacciatore, regia di Rupert Sanders (2012)
- Dredd - Il giudice dell'apocalisse (Dredd), regia di Pete Travis (2012)

### Attore
- Achievement Hunter - web serie (2008 - in corso)
- The Slow Mo Guys - web serie (2010 - in corso)
- Immersion - web serie (2013 - in corso)
- The Gauntlet (2013)
- @midnight (2014)
- Lazer Team, regia di Matt Hullum (2015)
- RWBY - web serie (2015 - in corso)

### Montatore
- Achievement Hunter - web serie (2008 - in corso)

### Regista
- Red vs. Blue - serie TV (2008-2009)